# لاترنس
لاترنس (به آلمانی: Laterns) یک منطقهٔ مسکونی در اتریش است که در ناحیه فلدکیرش واقع شده‌است. لاترنس ۷۲۶ نفر جمعیت دارد.